# Bistum Hongdong

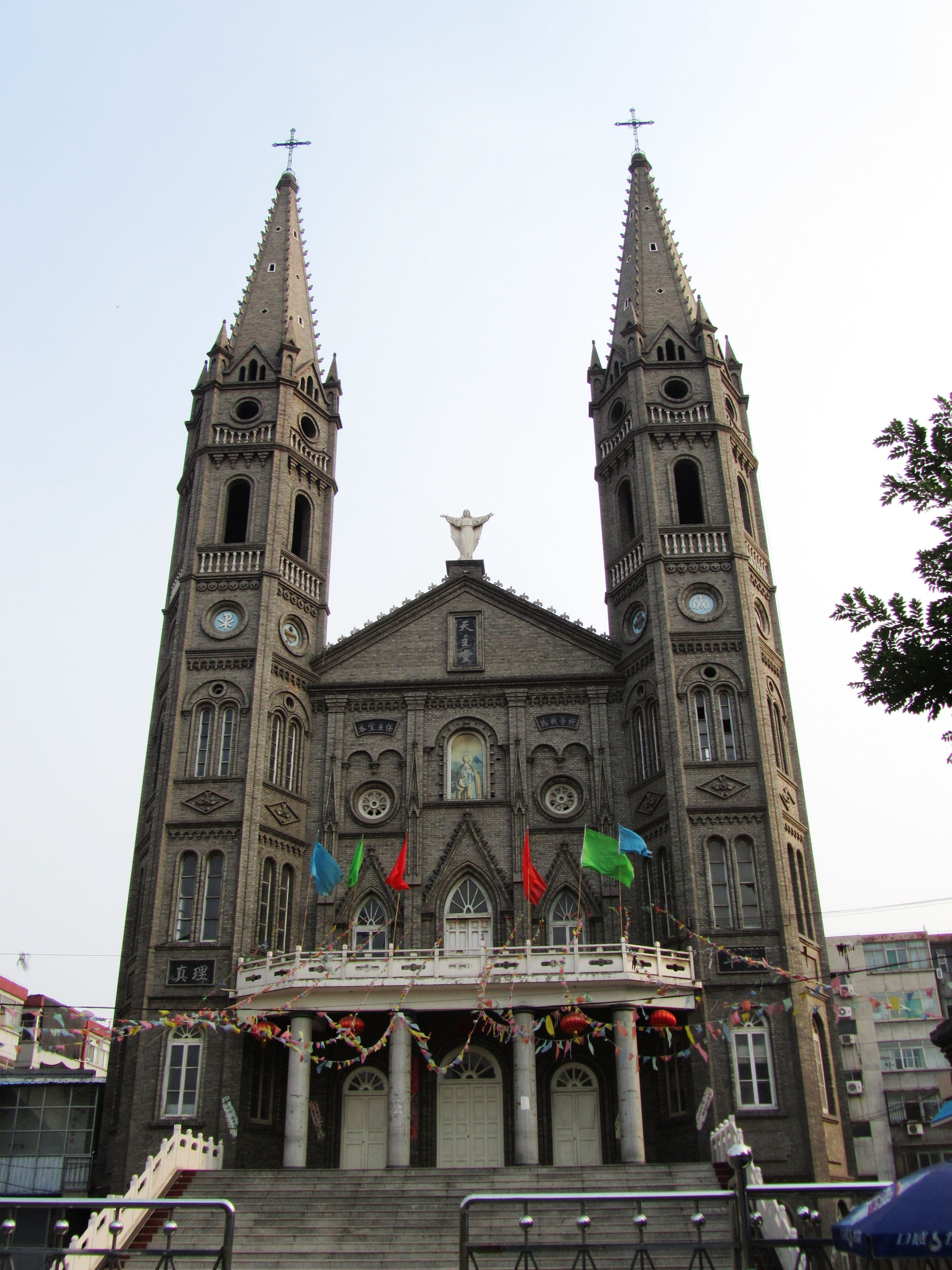
Kathedrale von Hongdong

Das Bistum Hongdong (lat.: Dioecesis Homtomensis) ist ein römisch-katholisches Bistum mit Sitz in Hongdong in der Volksrepublik China.

## Geschichte
Papst Pius XI. gründete die Apostolische Präfektur Hungtung am 17. Juni 1932 aus Gebietsabtretungen des Apostolischen Vikariats Lu An. Es wurde am 18. April 1950 zum Bistum erhoben.
Francis Han Ting-pi, der nie von der Chinesischen Katholischen Patriotischen Vereinigung anerkannt werden wollte, bestellte Anfang 1991 einen Weihbischof, Joseph Sun Yuan-mo. Dieser ist vermutlich der Nachfolger von Bischof Ting-pis, der im Dezember des gleichen Jahres starb.

## Ordinarien

### Apostolische Präfekten von Hungtung
- Peter Tcheng Ngnou-tang (24. Mai 1932 – 10. März 1942)
- Joseph Kao (19. Januar 1943 – März 1945)

### Bischöfe von Hongdong
- Francis Han Ting-pi (1949 – 21. Dezember 1991)
- Joseph Sun Yuan-mo (21. Dezember 1991 – 23. Februar 2006)
- Peter Liu Genzhu (seit 2020)